# Callitriche heteropoda
Callitriche heteropoda là một loài thực vật có hoa trong họ Mã đề. Loài này được Engelm. ex Hegelm. mô tả khoa học đầu tiên năm 1867.